# Diecéze rottenbursko-stuttgartská
Diecéze rottenbursko-stuttgartská (latinsky Dioecesis Rottenburgensis-Stuttgardiensis) je německá římskokatolická diecéze nacházející se v jihozápadní části země, pokrývající většinu spolkové země Bádensko-Württembersko. Sídlem biskupa je katedrála svatého Martina z Tours v Rottenburgu.

## Historie
Území dnešní diecéze rottenbursko-stuttgartské patřilo ve středověku pod diecézi Kostnice založenou v roce 585. Tato diecéze byla zrušena papežskou bulou Pia VII. Provida solersque 16. srpna 1821. Místo ní byla na území Württemberska zřízena diecéze Rottenburg, která pokrývala celé království. Biskupství se stalo součástí Freiburské církevní provincie.
Po druhé světové válce se rozšířil o nové věřící, kteří přišli ze zemí, jež byly podstoupeny Polsku. Dne 18. ledna 1978 byla diecéze přeměněna na diecézi rottenbursko-stuttgartskou.

## Biskupové
- Diecézní biskup: Gebhard Fürst
- Pomocní biskupové: Matthäus Karrer, Thomas Maria Renz, Gerhard Schneider
- Emeritní biskup: Johannes Kreidler

## Hlavní svatyně
- Katedrála svatého Martina z Tours v Rottenburgu
- Konkatedrála svatého Eberharda ve Stuttgartu

## Patron diecéze
- sv. Martin z Tours

## Administrativní dělení
Diecéze rottenbursko-stuttgartská se skládá z 25 děkanátů:
1. Allgäu-Oberschwaben
2. Balingen
3. Biberach
4. Böblingen
5. Calw
6. Ehingen-Ulm
7. Esslingen am Neckar-Nürtingen
8. Freudenstadt
9. Friedrichshafen
10. Göppingen-Geislingen an der Steige
11. Heidenheim
12. Heilbronn-Neckarsulm
13. Hohenlohe
14. Ludwigsburg
15. Mergentheim
16. Mühlacker
17. Ostalb
18. Rems-Murr
19. Reutlingen-Zwiefalten
20. Rottenburg
21. Rottweil
22. Bad Saulgau
23. Schwäbisch Hall
24. Stuttgart
25. Tuttlingen-Spaichingen